# Lillyn Brown
Lillyn Brown (nacida Lillian Thomas; 24 de abril de 1885 – 8 de junio de 1969), a veces acreditada como Lillyan Brown, fue una cantante, artista de vodevil y profesora estadounidense que afirmó haber sido "la primera vocalista profesional en cantar blues en público", en 1908. Fue conocida como "La Kate Smith de Harlem" y "La Chica Gay Original de los 90".

## Biografía
Brown nació en Atlanta, Georgia, el 24 de abril de 1885, como Lillian Thomas. Era hija de padre francés y madre afroamericana. Tenía la piel clara y "algunos amigos negros dijeron que no se dieron cuenta de que era negra hasta que ella se lo dijo".
Actuó por primera vez en 1894 como "La princesa india" con una banda de cuerdas femenina exclusivamente blanca. En 1896, anunciada como "la interlocutora más joven del mundo", actuaba en espectáculos de minstrel como imitadora masculina, a menudo acreditada como E. L. Brown para disfrazar su género. Desarrolló una actuación en la que usaba un sombrero de copa y frac, cantaba varias canciones como hombre, para luego dejar al descubierto su largo cabello y continuar cantando como mujer. Afirmó ser la primera vocalista profesional en cantar blues en público en el Little Strand Theatre de Chicago en 1908.
En 1918, reemplazó a Esther Bigeou como estrella femenina de la comedia musical Broadway Rastus en Nueva York . Hizo sus únicas grabaciones entre marzo y mayo de 1921, unos meses después de las grabaciones pioneras de blues de Mamie Smith. Grabó para Emerson Records, respaldada por Jazz-Bo Syncopators, una banda que incluía a Ed Cox (corneta), Bud Aiken y Herb Flemming (trombones), Garvin Bushell (clarinete), Johnny Mullins (violín) y Lutice Perkins (batería). Sólo grabó cuatro temas: "Ever Lovin' Blues", "If That's What You Want Here It Is", "The Jazz Me Blues" y "Bad-Land Blues". Luego fueron reeditados con diferentes nombres por otros sellos discográficos: Maude Jones en Medallion Records, Fannie Baker en Oriole Records y Mildred Fernandez en Regal Records.
Apareció en Broadway, realizó giras por Europa y actuó en muchos de los principales clubes nocturnos de Harlem y en el circuito de vodevil de Keith. Anunció su retiro en 1934, pero apareció en 1938 en el espectáculo de Broadway Sing Out the News. En 1949 apareció en la ópera Regina de Marc Blitzstein, en el 46th Street Theatre de Nueva York.  En 1952 apareció en una breve reposición de Kiss Me, Kate en Broadway. Durante la década de 1950, dirigió una escuela de actuación y canto en Manhattan  y enseñó en la Escuela de Música Jarahal en Harlem. También escribió, actuó y produjo obras de teatro para la Iglesia Bautista Abisinia, y participó activamente en el Gremio de Actores Afroamericanos. Su última actuación pública fue en un concierto tributo a Mamie Smith en 1964.
Murió en la St. Rose's Home en 71 Jackson Street en el Lower East Side de Manhattan, Nueva York, el 8 de junio  de 1969, con 84 años.

## Broadway
- Cante las noticias (1938)
- Regina (1949)
- Bésame, Kate, resurgimiento (1952)